# Scyllarus ornatus
Scyllarus ornatus är en kräftdjursart som beskrevs av Lipke Bijdeley Holthuis 1960. Scyllarus ornatus ingår i släktet Scyllarus och familjen Scyllaridae. Inga underarter finns listade i Catalogue of Life.